# سیارک ۲۰۳۲۹
سیارک ۲۰۳۲۹ (به انگلیسی: 20329 Manfro، نامگذاری:1998HQ43) بیست هزار و سیصد و بیست و نهمین سیارک کشف شده‌است که در ۲۰ آوریل ۱۹۹۸ کشف شد.
قدر مطلق سیارک برابر ۱۲.۹ است.